# Uibaí
Uibaí es un municipio brasileño del estado de Bahía.